# Michele Posa
Michele Posa (Lecco, 17 ottobre 1976) è un telecronista sportivo, scrittore e youtuber italiano sotto contratto con la WWE.

## Biografia
Diplomato perito capotecnico con specializzazione in elettronica industriale, ha iniziato la sua carriera nel 1994, all'età di diciotto anni, nella redazione della Gazzetta di Lecco e Provincia e come collaboratore saltuario dell'emittente Unica TV. Nell'estate del 2000 ha partecipato ad alcuni provini per entrare a far parte della redazione sportiva del gruppo Stream e nel mese di settembre è stato assunto dall'azienda milanese insieme a Luca Franchini, diventando commentatore per i programmi televisivi della World Championship Wrestling. Nel 2003 la coppia è confluita nella redazione di Sky, che si era da poco fusa con Stream, e ha iniziato a commentare la WWE sui canali di Sky Sport.
Il 16 aprile 2007, in occasione della prima puntata di Raw sul territorio italiano al Mediolanum Forum di Milano, hanno svolto la telecronaca dello show a bordo ring, affiancando Jerry "The King" Lawler e Jim Ross. Il 29 marzo 2015, a WrestleMania 31, hanno commentato dal vivo la loro prima edizione dello Showcase of the Immortals al Levi's Stadium di Santa Clara (California); la cosa si è poi ripetuta anche per WrestleMania 32 ad Arlington (Texas) e per WrestleMania 34 a New Orléans (Louisiana).
Il 1º luglio 2020, in seguito all'acquisto dei diritti della WWE del gruppo Discovery, i due hanno lasciato Sky dopo diciassette anni, passando a commentare il wrestling su DMAX.
Il 31 dicembre 2024 firma un contratto con la WWE.

## Curiosità
- È un tifoso della Roma.
- Da qualche anno gestisce tre account su YouTube, dove approfondisce varie tematiche sul wrestling.
- È soprannominato Il Bardo.
- Ha frequentato il corso di sceneggiatura della Scuola del fumetto di Milano.
- È un fan sfegatato del regista giapponese Makoto Shinkai, soprattutto del film d'animazione 5 cm al secondo[1].

## Programmi
- WWE Raw (2003-2020 su Sky, 2013-2020 su Cielo e dal 2020 su DMAX)
- WWE SmackDown (2007-2020 su Sky, 2011-2020 su Cielo e dal 2020 su DMAX)
- WWE NXT (2010-2020 su Sky e dal 2020 su DMAX)
- WWE Superstars (2011-2015 su Sky)
- WWE Experience (2005-2020 su Sky)
- WWE Main Event (2015-2020 su Sky)
- WWE Heat (2004-2008 su Sky)
- WWE Vintage 4 speciali (2017 su Sky)
- WWE Velocity (2003-2006 su Sky)
- WWE ECW (2006-2010 su Sky)
- WWE Tough Enough (2015 su Cielo)
- WCW Monday Night Nitro (2000-2001 su Stream TV)
- WCW Thunder (2000-2001 su Stream TV)
- Battlebots - Botte da Robot (2017-2018 su Blaze)
- Sarabanda Wrestling (2003) su Italia 1
- 10 (2003/2004) su Sky Sport
- Mondo Gol (2004/2005) su Sky Sport
- 1x2 Generation (2006) su Sky Sport
- Mitiko (2006) su LA7
- Cielo che Gol (2012/2013) su Cielo
- X-Games (2004/2005) su Sky Sport
- Zona Wrestling con Luca Franchini, Salvatore Torrisi, Fabrizio Redaelli e Moreno Molla su Sky Sport

## Opere
- Deserto (2000)
- 100 anni di wrestling (2005) – Luca Franchini
- Storie di wrestling (2013)
- Intorno al ring (2015) – con Luca Franchini
- Io, mio papà e il wrestling (2020)
- NBA meets WWE: eventi e personaggi che hanno unito due mondi (2022)